# پارک ملی قرقیز-آتا
پارک ملی قرقیز-آتا (به لاتین: Kyrgyz-Ata Nature Park) یک پارک ملی در قرقیزستان است که در استان اوش واقع شده‌است.